# Список умерших в 1162 году

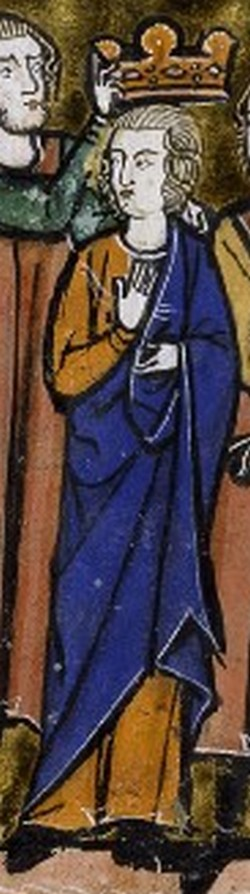
Балдуин III Иерусалимский

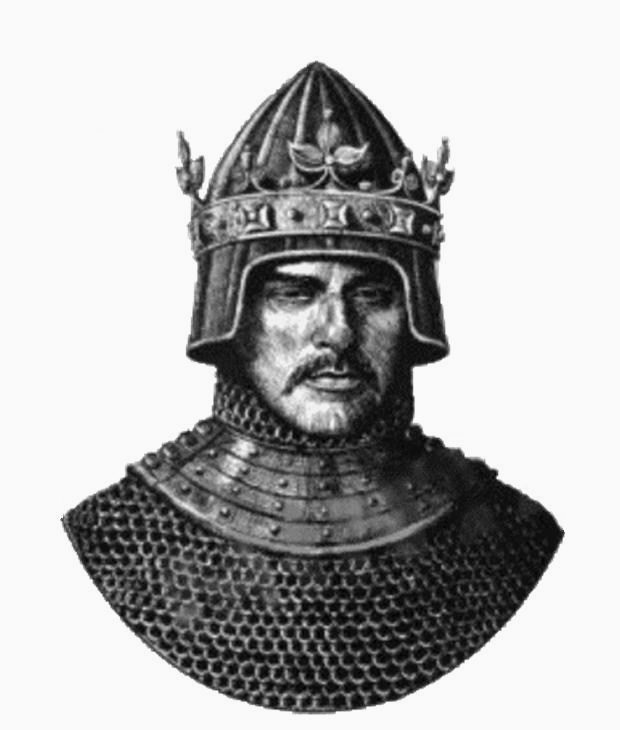
Геза II

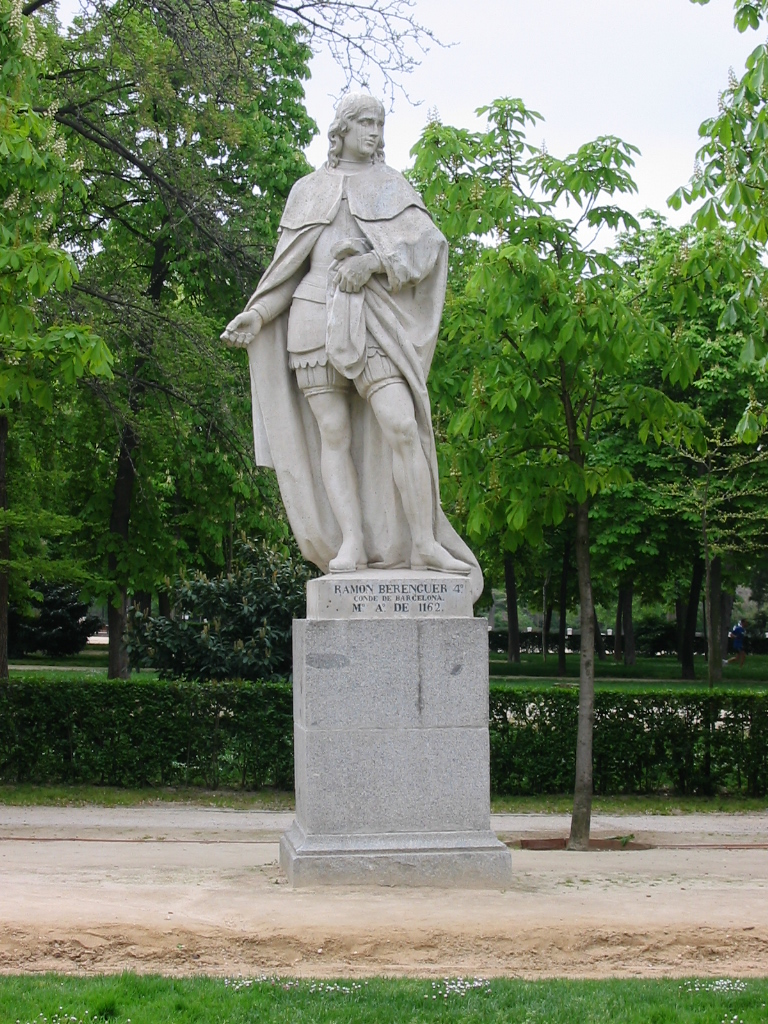
Рамон Беренгер IV

В этой статье представлен список известных людей, умерших в 1162 году.
См. также: Категория:Умершие в 1162 году

## Январь
- Уильям[англ.] — епископ Морея (ок. 1153—1162)

## Февраль
- 10 февраля — Балдуин III Иерусалимский — король Иерусалимский (1143—1162), участник Второго крестового похода.
- 18 февраля — Святой Теотоний[порт.] — первый глава Ордена регулярных каноников Святого Креста, основатель Монастыря Святого Креста (Коимбра), первый португальский святой римско-католической церкви.
- 20 февраля — Мухаммад ибн Бузург-Умид — третий правитель Низаритского исмаилитского государства (1138—1162).

## Апрель
- 3 апреля — Адальберт Померанский — епископ католической церкви, епископ в Волине, первый епископ в Померании. Дата смерти предположительна.
- 8 апреля — Одон Дейльский — французский хронист, участник второго крестового похода, автор хроники «О странствовании Людовика VII, франкского короля, на Восток».
- 22 апреля — Чжэн Цяо — китайский историк-энциклопедист периода династии Сун, автор «Тунчжи».

## Май
- 19 мая — Фридрих VI — пфальцграф Саксонии с 1120, граф фон Зоммершенбург (Фридрих II)
- 31 мая — Геза II — король Венгрии (1141—1162)

## Июль
- 7 июля — Хакон II Широкоплечий — король Норвегии (1157—1162). Убит в междоусобной войне.
- 10 июля — Бурхард (Бюршар) I[нем.] — епископ Страсбурга (1141—1162)
- 29 июля — Гиг V — граф д’Альбон (1142—1162), первый носитель титула дофин Вьеннский
- 31 июля — Фудзивара но Тадазане[англ.] — японский политический деятель, имперский советник кампаку (1105—1107, 1113—1121), имперский регент (сэссё) (1107—1113), дайдзё-дайдзин (1112—1113)

## Август
- 7 августа — Рамон Беренгер IV — граф Барселоны, Осоны, Жироны и Сердани с 1131, принц-регент Арагона и граф Рибагорсы с 1137, граф-регент Прованса 1144—1157, первый маркиз Тортосы с 1148, первый маркиз Лериды с 1149, участник второго крестового похода.

## Сентябрь
- 19 сентября — Аркадий — епископ Новгородский (1158?—1162).
- 26 сентября или 27 сентября — Эд II — герцог Бургундии (1143—1162)

## Дата неизвестна или требует уточнения
- Ади ибн Мусафир — суфийский шейх, основатель (или реформатор) езидизма.
- Бертольд I[нем.] — граф Нидды.
- Одоне Бонеказе — католический церковный деятель.
- Готфрид I фон Куик — граф Арнсберга (с 1130).
- Гуго де Морвиль — феодальный барон Лодердейла и Каннингема, констебль Шотландии, нормандский дворянин на службе у короля Шотландии Давида I.
- Джайя Хариварман I — царь царей Тямпы (1149—1162).
- Зулкарнайн бен Айнуддевле — правитель Малатьи (1152—1162).
- Ибн Зухр — арабский медик
- Иван Ростиславич Берладник — последний князь звенигородский (1128—1144), князь галицкий (1144)
- Маданапала[англ.] — последний реальный король Пала (1144—1162)
- Арно де Ком — великий магистр ордена госпитальеров (1160—1162).
- Понсе Хиральдо де Кабрера — каталонский дворянин, придворный и военачальник в королевствах Леон и Кастилия.
- Ричард де Ревьер — граф Девон (1155—1162)
- Фридрих[нем.] — пфальцграф Тюбингена (1152—1162)
- Хасан аль-Кахир — 22-й исмаилитский-низаритский имам.
- Юдита Царинген[нем.] — герцогиня-консорт Каринтии (1134—1144), жена Ульриха I